# Røyknes
Røyknes is een klein dorp in de gemeente Vennesla in Agder. Het dorp ontstond in 1895 bij het station aan Setesdalsbanen, de spoorlijn tussen Kristiansand en Byglandsfjord.